# Sălățig
Sălățig (in ungherese Szilágyszeg) è un comune della Romania di 3,038 abitanti, ubicato nel distretto di Sălaj, nella regione storica della Transilvania. 
Il comune è formato dall'unione di 5 villaggi (nomi ungheresi in corsivo): Bulgari (Nyírfalva), Deja (Désháza), Mineu (Menyő), Noțig (Nagyszeg), Sălățig.